# Анунцијата (Салерно)
Анунцијата је насеље у Италији у округу Салерно, региону Кампанија.
Према процени из 2011. у насељу је живело 22 становника. Насеље се налази на надморској висини од 168 м.